# Sof'ja Lansere
Sof'ja Evgen'evna Lansere (in russo Софья Евгеньевна Лансере?; Mosca, 29 settembre 2000) è una tennista russa.

## Carriera
Sof'ja Lansere ha vinto 4 titoli in singolare e 15 titoli in doppio nel circuito ITF in carriera. Il 4 dicembre 2023 ha raggiunto il best ranking in singolare raggiungendo la 200ª posizione mondiale, mentre il 14 agosto 2023 ha raggiunto in doppio il best ranking alla 119ª posizione mondiale.
Sof'ja fa il suo debutto nel circuito WTA alla Moscow River Cup 2018, grazie ad una wildcard nel doppio insieme alla kazaka Elena Rybakina.
Nel 2023, fallisce l'accesso nel tabellone principale agli Internazionali Femminili di Palermo 2023, ma viene ripescata come lucky loser. Approfitta del ritiro della serba Olga Danilović dopo aver conquistato il primo set, accedendo ai sedicesimi. Qui cede in due set alla testa di serie numero 3 Mayar Sherif. Riesce, invece, a superare le qualificazioni all'Hong Kong Tennis Open 2023, dove anche in questa occasione vince il match di primo turno contro la tennista di casa Cody Wong. Nel secondo turno, cede alla belga e terza forza del seeding Elise Mertens, spingendola al tiebreak nel secondo set. In doppio raggiunge i quarti di finale in diverse occasioni: a Palermo con l'uzbeka Nigina Abduraimova, ad Amburgo con la russa Alëna Fomina-Klotz, ad Osaka con la georgiana Natela Dzalamidze e ad Hong Kong con la connazionale Kamilla Rachimova.

## Statistiche ITF

### Singolare

#### Vittorie (4)
| Torneo $100.000 (0) |
| Torneo $80.000 (0)  |
| Torneo $60.000 (0)  |
| Torneo $40.000 (0)  |
| Torneo $25.000 (3)  |
| Torneo $15.000 (1)  |

| N. | Data              | Torneo                           | Superficie  | Avversaria in finale | Punteggio     |
| 1. | 5 maggio 2019     | RWB Ladies Cup, Chimki           | Cemento (i) | Dea Herdželaš        | 6-1, 4-6, 6-3 |
| 2. | 9 febbraio 2020   | Empire Women's Indoor, Trnava    | Cemento (i) | Lina Ǵorčeska        | 6-2, 6-3      |
| 3. | 24 settembre 2023 | GS Yuasa Open, Kyoto             | Cemento (i) | Hiroko Kuwata        | 6-0, 6-1      |
| 4. | 6 luglio 2025     | China Women's Maanshan, Maanshan | Cemento (i) | Tiana Tian Deng      | 6-1, 6-0      |

#### Sconfitte (3)
| Torneo $100.000 (0) |
| Torneo $80.000 (0)  |
| Torneo $60.000 (1)  |
| Torneo $40.000 (0)  |
| Torneo $25.000 (1)  |
| Torneo $15.000 (1)  |

| N. | Data             | Torneo                        | Superficie  | Avversaria in finale | Punteggio      |
| 1. | 11 febbraio 2018 | Empire Women's Indoor, Trnava | Cemento (i) | Anastasia Dețiuc     | 7-5, 0-6, 3-6  |
| 2. | 16 febbraio 2020 | Empire Women's Indoor, Trnava | Cemento (i) | Jaqueline Cristian   | 1-6, 2-4, rit. |
| 3. | 4 novembre 2023  | Slovak Open, Bratislava       | Cemento (i) | Ella Seidel          | 4-6, 6(4)-7    |

### Doppio

#### Vittorie (15)
| Torneo $100.000 (0) |
| Torneo $80.000 (0)  |
| Torneo $60.000 (5)  |
| Torneo $40.000 (1)  |
| Torneo $25.000 (7)  |
| Torneo $15.000 (2)  |

| N.  | Data              | Torneo                                                 | Superficie  | Compagna                   | Avversarie in finale                         | Punteggio        |
| 1.  | 2 marzo 2019      | Winter Moscow Open, Mosca                              | Cemento (i) | Elena Rybakina             | Hanna Poznichirenko Vivian Heisen            | 1–6, 6–3, [10–4] |
| 2.  | 14 settembre 2019 | Meitar Open, Meitar                                    | Cemento     | Kamilla Rachimova          | Anastasija Gasanova Valerija Strachova       | 4-6, 6-4, [10-3] |
| 3.  | 29 febbraio 2020  | Winter Moscow Open, Mosca                              | Cemento (i) | Kamilla Rachimova          | Natela Dzalamidze Valentini Grammatikopoulou | 6-1, 3-6, [10-6] |
| 4.  | 16 aprile 2022    | Ladies Open de Calvi Eaux de Zilia, Calvi              | Cemento     | Valerija Strachova         | Estelle Cascino Jessika Ponchet              | 6-4, 7-6(5)      |
| 5.  | 25 giugno 2022    | Raanana Women's Tennis Tournament, Ra'anana            | Cemento     | Marija Timofeeva           | Elena-Teodora Cadar Fanny Stollár            | 6-3, 7-6(5)      |
| 6.  | 15 ottobre 2022   | Empire Women's Indoor, Trnava                          | Cemento (i) | Rebecca Šramková           | Lee Pei-chi Wu Fang-hsien                    | 4-6, 6-2, [11-9] |
| 7.  | 28 gennaio 2023   | Engie Open Andrézieux-Bouthéon 42, Andrézieux-Bouthéon | Cemento (i) | Oksana Selechmet'eva       | Conny Perrin Iryna Šymanovič                 | 6-3, 6-0         |
| 8.  | 25 marzo 2023     | TK Brankit Open, Maribor                               | Cemento (i) | Anastasija Tichonova       | Irina Bara Andreea Mitu                      | 6-3, 6-2         |
| 9.  | 20 maggio 2023    | Open Saint-Gaudens 31 Occitanie, Saint-Gaudens         | Terra rossa | Anna Sisková               | María Herazo González Adriana Reami          | 6-0, 3-6, [10-6] |
| 10. | 10 giugno 2023    | Kursumlijska Banja Women's, Kuršumlijska Banja         | Terra rossa | Valentini Grammatikopoulou | Jazmín Ortenzi Ekaterina Rejngol'd           | 6-3, 6-2         |
| 11. | 7 luglio 2023     | Open International Féminin de Montpellier, Montpellier | Terra rossa | Amina Anšba                | Julia Lohoff Andreea Mitu                    | 6-3, 6-4         |
| 12. | 19 ottobre 2024   | Huzhou Women's, Huzhou                                 | Cemento     | Ekaterina Šalimova         | Xiao Zhenghua Ye Qiuyu                       | 6-2, 6-3         |
| 13. | 26 ottobre 2024   | Qian Daohu Women's, Contea di Chun'an                  | Cemento     | Ekaterina Šalimova         | Xun Fangying Zhang Ying                      | 4-6, 6-4, [10-5] |
| 14. | 24 maggio 2025    | China Women's Maanshan, Maanshan                       | Cemento (i) | Sandwğaş Kenzjibaeva       | Guo Meiqi Peangtarn Plipuech                 | 6-3, 3-6, [10-8] |
| 15. | 2 agosto 2025     | Kursumlijska Banja Women's, Kuršumlijska Banja         | Terra rossa | Aleksandra Šubladze        | Ekaterina Agureeva Eva Zabolotnaia           | 6-1, 6-2         |

#### Sconfitte (12)
| Torneo $100.000 (0) |
| Torneo $80.000 (0)  |
| Torneo $60.000 (4)  |
| Torneo $40.000 (0)  |
| Torneo $25.000 (6)  |
| Torneo $15.000 (2)  |

| N.  | Data             | Torneo                                                                          | Superficie  | Compagna             | Avversarie in finale                       | Punteggio           |
| 1.  | 19 agosto 2017   | Summer Cup, Mosca                                                               | Terra rossa | Aleksandra Kuznecova | Ilona Kramen' Iryna Šymanovič              | 2-6, 0-6            |
| 2.  | 24 giugno 2018   | Fergana Women's, Fergana                                                        | Cemento     | Kamilla Rachimova    | Anastasija Frolova Ekaterina Jašina        | 1-6, 6(4)-7         |
| 3.  | 5 maggio 2019    | RWB Ladies Cup, Chimki                                                          | Cemento (i) | Anastasija Frolova   | Freya Christie Ekaterina Jašina            | 3-6, 6-3            |
| 4.  | 18 maggio 2019   | Open International Féminin Midi-Pyrénées Saint-Gaudens Comminges, Saint-Gaudens | Terra rossa | Anna Kalinskaja      | Martina Di Giuseppe Giulia Gatto-Monticone | 1–6, 1–6            |
| 5.  | 24 aprile 2021   | Oeiras Ladies Open, Oeiras                                                      | Terra rossa | Natela Dzalamidze    | Suzan Lamens Marina Mel'nikova             | 3-6, 1-6            |
| 6.  | 2 aprile 2022    | Engie Open de Seine-et-Marne, Croissy-Beaubourg                                 | Cemento (i) | Oksana Selechmet'eva | Isabelle Haverlag Justina Mikulskytė       | 4-6, 2-6            |
| 7.  | 23 aprile 2022   | Magic Tours, Monastir                                                           | Cemento     | Polina Kudermetova   | Estelle Cascino Jessika Ponchet            | 0-6, 6-4, [7-10]    |
| 8.  | 11 giugno 2022   | Tbilisi Open, Tbilisi                                                           | Cemento     | Polina Kudermetova   | Angelina Gabueva Anastasija Zacharova      | 4-6, 3-6            |
| 9.  | 3 settembre 2022 | International Women's Tournament Almaty Open, Almaty                            | Terra rossa | Amina Anšba          | Jibek Kulambaeva Ekaterina Jašina          | 6(4)-7, 7-5, [8-10] |
| 10. | 10 febbraio 2023 | Engie Open de l'Isère, Grenoble                                                 | Cemento (i) | Marija Timofeeva     | Freya Christie Ali Collins                 | 4-6, 3-6            |
| 11. | 26 maggio 2023   | Città di Grado Tennis Cup, Grado                                                | Terra rossa | Anna Sisková         | Emily Appleton Julia Lohoff                | 6-3, 4-6, [9-11]    |
| 12. | 5 luglio 2025    | China Women's Maanshan, Maanshan                                                | Cemento (i) | Sandwğaş Kenjibaeva  | Peangtarn Plipuech Wang Jiaqi              | 7-6(6), 4-6, [4-10] |